# Skaldowie

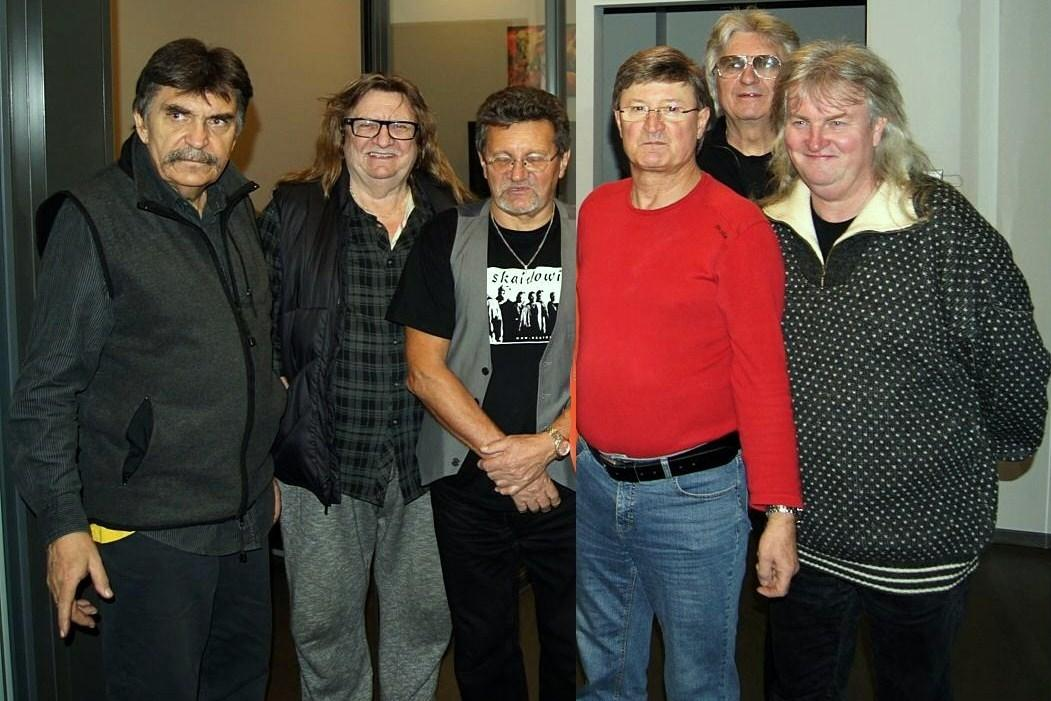
Skaldowie (2012)

Skaldowie (im deutschen Sprachraum Die Skalden) sind eine polnische Rockmusikgruppe, die im Sommer 1965 in Krakau gegründet wurde. Die Gründer waren Berufsmusiker, Studenten und Absolventen der Krakauer Musikhochschule: Andrzej Zieliński (Pianist, Komponist, Sänger), sein Bruder Jacek Zieliński (Violinist und Trompeter), Zygmunt Kaczmarski (Gitarrist), Janusz Kaczmarski (Violinist), Feliks Naglicki (Bassgitarre) und Jerzy Fasiński (Schlagzeug). 
Der Name der Gruppe weist darauf hin, dass die Band an die skandinavische Skalden-Tradition anknüpft.
Sie nahmen einen bedeutenden Platz in der polnischen Rockmusikszene ein. Ihre dritte LP Cała jesteś w skowronkach („Du bist ganz von Lerchen umflogen“) gilt bis heute als eine der erfolgreichsten Platten in ihrer Laufbahn. Dieser Plattentitel fand seinen Platz in der Umgangssprache und bedeutet so etwas wie „in freudige Begeisterung geraten“. Einen großen Teil ihres Erfolges verdanken sie den Texten, die von Agnieszka Osiecka, Wojciech Młynarski und Leszek Aleksander Moczulski stammen. Die deutschsprachigen Nachdichtungen stammen größtenteils von Wolfgang Brandenstein. Viele Kompositionen enthalten Elemente der Goralen-Volksmusik. Etwa zwischen 1970 und 1973 spielte die Gruppe Progressive Rock. Einige ihrer damals entstandenen Titel sind fast 20 Minuten lang und enthalten neben Anlehnungen an Volksmusik Zitate der klassischen Musik. Um 1990 nahm die Popularität der Band ab, so dass seitdem kaum noch neue Alben veröffentlicht wurden.

## Diskografie

### Alben
- 1967: Skaldowie (Pronit)
- 1968: Wszystko mi mówi, że mnie ktoś pokochał (Pronit)
- 1969: Cała jesteś w skowronkach (Polskie Nagrania Muza)
- 1970: Od wschodu do zachodu słońca (Polskie Nagrania Muza)
- 1971: Ty (Polskie Nagrania Muza)
- 1971: Skaldowie Kraków (Amiga, DDR), deutschsprachig
- 1973: Wszyskim zakochanym (Polskie Nagrania Muza)
- 1973: Krywań, krywań (Polskie Nagrania Muza)
- 1973: Skal’dy (Melodija, Sowjetunion)
- 1977: Stworzenia świata druga (Polskie Nagrania Muza)
- 1977: Szanujmy wspomnienia (Polskie Nagrania Muza; zwei Versionen mit unterschiedlichen Covern)
- 1979: Rezerwat miłości (Polskie Nagrania Muza)
- 1980: Droga ludzi (Pronit)
- 1989: Nie domykajmy drzwi (Polskie Nagrania Muza)
- 1991: Greatest Hits Vol. 1 (Polskie Nagrania Muza)
- 1992: Greatest Hits Vol. 2 (Polskie Nagrania Muza)
- 1995: Ballady
- 1996: Podróż magiczna (Digiton)
- 1999: Krywań Out of Poland (Wydawnictwo), Liveaufnahmen 1972/73 in der Sowjetunion und DDR
- 2000: Antologia (Pomaton)
- 2001: Złota kolekcja (Pomaton)
- 2003: 45 rpm: Kolekcja czwórek (Polskie Nagrania Muza)
- 2006: Harmonia świata (Polskie Radio)
- 2007: 60 Jahre AMIGA Box Nr. 10 (Amiga), deutschsprachig, 2008 als Die großen Erfolge wiederveröffentlicht
- 2007: Ciska krzyczy (Wydawnictwo 21), Liveaufnahmen aus Leningrad 1972
- 2008: Na dwa fortepiany (Fonografia)
- 2010: Progressive Rock Years (1970–1973) (Enigmatic)
- 2010: Z biegiem lat (Polskie Radio), 2-CD-Album
- 2010: Oddychać i kochać (Fonografia)